# 헉스터
헉스터(The Hucksters, 장사치들)는 미국에서 제작된 잭 콘웨이 감독의 1947년 드라마, 코미디, 멜로/로맨스 영화이다. 클라크 게이블 등이 주연으로 출연하였다. 데버러 카의 미국 영화 데뷔작이다.

## 줄거리
라디오 광고 담당자 빅은 맨해튼 사교계 명사들을 내세운 새 비누 광고를 통해 모델 중 하나인 케이를 알게 된다. 영국 귀족 출신인 케이는 제2차 세계 대전을 통해 미국 장군이었던 남편을 잃은 상태다. 천박한 광고 기획의 희생자가 될 뻔한 케이를 구하고 자신의 생각대로 광고를 성공시킨 빅은 신임을 받아 라디오 예능쇼를 만들게 되는데...

## 출연

### 주연
- 클라크 게이블 - 빅터 '빅' 올비 노먼 역
- 데버러 카 - 케이 도런스 역

### 조연
- 시드니 그린스트리트 - 에번 르웰린 에번스, 비누 회사 대표 역
- 애돌프 만주 - 킴벌리 씨, 광고 대행사 사장 역
- 에바 가드너 - 진 오글비, 짝사랑노래 전문가수 역
- 키넌 윈 - 버디 헤어, 3류 벌레스크 희극 배우 역
- 에드워드 아놀드 - 데이브 래시, 버디 헤어의 에이전트 역
- 오브리 매더
- 리처드 게인스
- 프랭크 앨버트슨
- 더글러스 포리